# Saccolabium pusillum
Saccolabium pusillum är en orkidéart som beskrevs av Carl Ludwig von Blume. Saccolabium pusillum ingår i släktet Saccolabium och familjen orkidéer. Inga underarter finns listade i Catalogue of Life.